# Ернст Райхель
Ернст Вольфганг Райхель (нім. Ernst Reichel) (нар. 28 липня 1960, Лагос, Нігерія) — німецький дипломат. Надзвичайний і Повноважний Посол ФРН в Косово (2011—2012), Надзвичайний і Повноважний Посол ФРН в Україні (2016—2019), Надзвичайний і Повноважний Посол ФРН в Греції (з 2019).

## Життєпис
Народився 28 липня 1960 року в місті Лагос, Нігерія. Після закінчення школи він вивчав право в Рейнському університеті Фрідріха Вільгельма в Бонні. У 1986 році захистив докторську дисертацію про стан притулку «в рамках міжнародного права». Про важливість міжнародного права для тлумачення німецького закону про надання притулку.
З 1988 року на дипломатичній службі Німеччини. У 1990 році співробітник в Генеральному консульстві Німеччини в Санкт-Петербурзі, а потім з 1992 по 1996 рік як консультант по Росії в міністерстві закордонних справ Німеччини.
У 1999 році співробітник юридичного відділу Постійного представництва Німеччини при Організації Об'єднаних Націй в Нью-Йорку.
З 2000 року заступник начальника відділу з політики ЄС і інституційних питань у міністерстві закордонних справ ФРН.
З 2003 року — заступник керівника канцелярії Генерального секретаря НАТО Яап де Гооп Схеффера.
З 2007 року — був начальником відділу по Росії, України, Білорусі, Молдови та Східного партнерства в Міністерстві закордонних справ ФРН.
З липня 2011 року — Надзвичайний і Повноважний Посол ФРН в Косово.
З липня 2013 року — спеціальний представник Німеччини по країнах Південно-Східної Європи, Туреччини та країн Європейської асоціації вільної торгівлі.
З серпня 2016 року — Надзвичайний і Повноважний Посол ФРН в Україні.
1 серпня 2016 року — посол Німеччини в Україні Ернст Вольфганг Райхель вручив копії вірчих грамот заступнику міністра з питань європейської інтеграції МЗС України Олені Зеркаль.
8 вересня 2016 року вручив вірчі грамоти Президенту України Петру Порошенку.

## Заява про «вибори в Донбасі»
У своєму інтерв'ю агентству РБК-Україна на 7 лютого 2017 Ернст Райхель припустив, що вибори на окупованій частині Донбасу можуть відбутися й у присутності там російської армії. Ця заява Райхеля викликала дипломатичний і політичний скандал. Посол був викликаний до МЗС України, для, як пояснила керівник пресслужби МЗС Олена Ващенко — «прояснення ряду некоректних висловлювань», де йому заявили про неприпустимість проведення виборів на окупованих територіях Донбасу за присутності російських окупаційних військ. Ернст Райхель пояснив свою скандальну заяву щодо виборів на Донбасі та погодився, що його інтерв'ю одному з видань було контроверсійним.

## Публікації
- Das staatliche Asylrecht «im Rahmen des Völkerrechts». Zur Bedeutung des Völkerrechts für die Interpretation des deutschen Asylrechts. — Berlin: Duncker & Humblot, 1987. — ISBN 3-428-06194-2.